# Lampitt Nunatak
Lampitt Nunatak är en nunatak i Antarktis. Den ligger i Västantarktis. Argentina, Chile och Storbritannien gör anspråk på området. Toppen på Lampitt Nunatak är 1 676 meter över havet.
Terrängen runt Lampitt Nunatak är lite bergig. Trakten är obefolkad. Det finns inga samhällen i närheten.